# MFK Zemplín Michalovce
MFK Zemplín Michalovce ist ein slowakischer Fußballverein aus Michalovce. Der Verein wurde 1912 gegründet. Seit der Saison 2015/16 spielt der Verein in der höchsten slowakischen Liga, der 1. liga.

## Geschichte
In der Zeitung Felső Zemplén vom 4. August 1912 wird vom Spiel von Michalovce gegen Football Club Pozdišovce 0:6 berichtet. ŠK Zemplín Michalovce spielte 1939 erfolglos um Aufstieg in die höchste slowakische Liga. In der Saison 2014/15 wurde der Verein Erster in der 2. Fußball-Liga und stieg damit erstmals in die Fortuna liga auf.

## Erfolge
- Aufstieg in die Fortuna Liga – 2015

## Stadion
Der Verein trägt seine Heimspiele im 4.440 Zuschauer fassenden Mestský futbalový štadión aus.